# يوكوس العتيقة

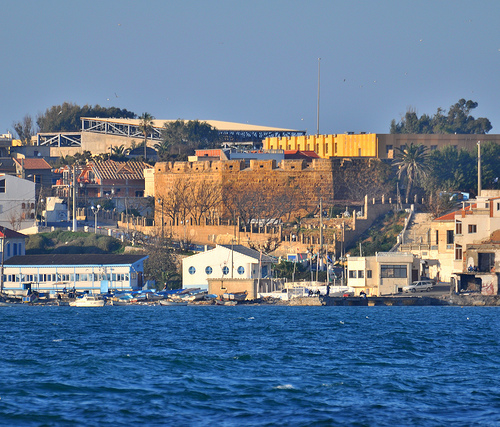
قرية يوكوس

يوكوس قرية قديمة في بلدية الحمامات في ولاية تبسة. تقع على بعد 18 كلم غرب تبسة. هي من المعالم الأثرية المهمة التي تتميز بها الولاية. هذا الموقع الذي يمتد على مساحة 22 هكتارا منها 9ر1 هكتار تحتضن المركزين الريفيين رأس السور والمدة  اللذين يشكلان القرية العتيقة المبنية بواسطة الحجارة، حيث يشرف هذا الموقع الذي صنف قبل سنة منطقة للتوسع السياحي على جبل «الغابة» ويقطعه وادي بوعكوس الشهير الذي عثر ضمنه على آثار حمام روماني تعود إلى القرن الأول بعد الميلاد تؤكد مرور الرومان بالجهة.
هذا الموقع يوجد في قلب هذه القرية القديمة التي يعبرها وادي بوعكوس. اكتشف الكهف عام 1882 على يد علماء آثار فرنسيين حاولوا يائسين تحديد عمقه الذي يبقى غير معروف إلى حد اليوم.
هذه المغارة تضم بقايا كثيرة لفترة ما قبل التاريخ على غرار صوانات مصقولة ومواد فخارية كما أن جدران أحد الملاجئ تحوي نقوشا صخرية تصور حيوانات مفترسة مثل الأسود والنمور وغيرها فضلا عن الغزلان، وهذا يشهد على أن المنطقة كانت تعيش بها حيوانات.
وتعد تبسة أو تيفاست وهي تسميتها الرومانية إحدى أقدم المدن التي نشأت في شمال إفريقيا وتحتضن وحدها أزيد من 50 بالمائة من المواقع الأثرية التي تم جردها بالجزائر، غير أنها مهملة ولا تلقى العناية اللازمة مما يجعلها عرضة للاندثار والاختفاء مع مرور الزمان رغم أهميتها التاريخية والاقتصادية.